# Ludwik Kossak-Główczewski
Ludwik Kossak-Główczewski ps. „Japan”, „Józef”, „Hubert” (ur. 1905, zm. 1969) przybrane nazwiska: Jan Kowalski, Józef Główczewski, Ludwik Kossak – członek Tajnej Organizacji Wojskowej „Gryf Pomorski” redaktor konspiracyjnego pisma Głos Serca Polskiego.

## Życiorys
Urodził się 15 sierpnia 1905 r. w Hucie pow. chojnickim jako syn nauczyciela Bolesława i Anastazji z d. Wnuk-Lipińskiej. Odbył naukę w szkole powszechnej w Hucie, którą prowadził jego ojciec. Uczęszczał do Collegium Marianum w Pelplinie. Po utracie oka przerwał naukę i nieco później kontynuował ją w Salezjańskiej Szkole Organistów w Przemyślu. Był nauczycielem w prywatnym gimnazjum w Gdyni-Orłowie. Ukończył prywatne konserwatorium w WM Gdańsku w 1931 r. Pod Starogardem Gdańskim we wsi Klonówka był organistą, następnie przeniósł się do Starzyna pod Puckiem. W 1939 r. nie został zmobilizowany z powodu złego stanu zdrowia.
Po wkroczeniu Niemców w 1939 r. musiał się urywać i żył na nielegalnej stopie. Pozyskał do celów konspiracyjnych ukrytą maszynę drukarską należącą przed wojną krewnego doktora Antoniego Zemkego z Czerska. Około grudnia 1940 r. został wprowadzony do konspiracyjnej organizacji TOW „Gryf Kaszubski”. Drukarnia umiejscowiona była w specjalnie na ten cel przygotowanym schronie w gospodarstwie Genowefy i Józefa Weltrowskich w Jastrzębiu. Redagował tam i drukował od października 1941 r. do maja 1943 r. gazetkę konspiracją Głos Serca Polskiego. Część publikowanych materiałów pochodziła z nasłuchu radiowego z radioodbiornika zainstalowanego u Mariana Szostaka w Czarnej Wodzie. W maju 1943 r. w związku z masowymi aresztowaniami w obawie o dekonspirację zaprzestano działalności, a maszynę zakopano.
Po wojnie Kossak-Główczewski pracował m.in. w Starzynie jako organista. W 1950 r. za krytykę publiczną kolektywizacji rolnictw został na kilka miesięcy aresztowany. Niedługo po zwolnieniu przez pewien czas prowadził zespół pieśni i tańca, oraz od 1956 r. był kierownikiem kina wiejskiego w Starzynie. W 1959 r. przeprowadził się do Gdyni gdzie pracował głównie w szkolnictwie. Zmarł 20 września 1969 r. w Gdyni-Orłowie, gdzie został pochowany.